# Anna Halprin
Anna Halprin, nata Hannah Dorothy Schuman (Winnetka, 13 luglio 1920 – Kentfield, 24 maggio 2021), è stata una coreografa e ballerina statunitense.
Ha contribuito a ridefinire la danza nell'America del dopoguerra e ha aperto la strada alla forma d'arte sperimentale nota come danza postmoderna e si è definita una trasgreditrice delle regole della danza moderna. Negli anni '50 fondò il San Francisco Dancers’ Workshop per offrire ad artisti come lei un posto dove praticare la propria arte. Esplorando le capacità del proprio corpo, ha creato un modo sistematico di muoversi usando la consapevolezza cinestetica.
Con suo marito, l'architetto paesaggista Lawrence Halprin, ha sviluppato i cicli RSVP, una metodologia creativa che include l'idea di partiture e può essere ampiamente applicata a tutte le discipline. Molte delle sue creazioni sono state partiture, tra cui Myths negli anni '60 che ha dato una partitura al pubblico, rendendolo anche interprete, e una Planetary Dance 1987 molto partecipata. Influenzata dalla sua stessa battaglia contro il cancro e dal suo percorso di guarigione, Halprin è diventata famosa per il suo lavoro con i malati terminali e per il lavoro di movimento creativo nella natura.
Nel 1978, insieme a sua figlia Daria Halprin, ha fondato il Tamalpa Institute, con sede a Marin County, California, che offre formazione nel processo Life/Art, la loro metodologia creativa. Halprin ha scritto libri, tra cui Movement Rituals, Moving Toward Life: Five Decades of Transformational Dance e Dance as a Healing Art.
Nel 2010 è stato distribuito Breath Made Visible, film documentario sulla sua vita e la sua arte, diretto da Ruedi Gerber.

## Biografia
Halpin nacque a Winnetka, Illinois, figlia di Ida Schiff e Isadore Schuman. Di famiglia ebraica, il coinvolgimento del nonno nella danza religiosa l'avvicinò fin dalla tenera età alla danza, spingendo la madre ad iscriverla ad un corso di danza classica quando ancora aveva quattro anni. In seguito, realizzando rapidamente che l'ambiente strutturato non era il posto per una mente e un'anima creativa come quella della figlia, l'avrebbe ritirata dal corso e iscritta in una classe più focalizzata sul movimento. All'età di 15 anni, Halprin iniziò a studiare le tecniche di Ruth St. Denis e Isadora Duncan.
Nel 1938 frequentò l'Università del Wisconsin sotto la direzione di Margaret H’Doubler, una delle mentori che l'accompagnarono per tutta la vita. H'Doubler la incoraggiò a studiare l'anatomia per ottenere movimenti più efficaci e a ricercare la sua personale espressione artistica. Halprin abbandonò le forme stilizzate della tecnica moderna per creare il proprio modo di riprodurre l'arte. Merce Cunningham condivideva la stessa esigenza di rifiutare l'espressività emotiva della danza moderna, tuttavia, a differenza di questi, Halprin si rivolse all'improvvisazione per indagare sui modi di creare comunità.
Mentre era al college incontrò il suo futuro marito, l'architetto paesaggista Lawrence Halprin.

### Workshop dei ballerini di San Francisco
Dopo la seconda guerra mondiale, Lawrence Halprin per seguire il suo lavoro decise di risiedere a San Francisco in modo permanente. Per facilitare l'attività della moglie, le costruì una pedana fuori casa su cui ballare. Successivamente questa struttura diventò un luogo di apprendimento per se stessa, i suoi figli e i suoi studenti.
Alla fine degli anni '40 Halprin ballò con Mimi Kagan, con il nome di San Francisco Dance League.
Nel 1955 si esibì a New York all'ANTA Theatre e l'uniformità che vide espressa nei gruppi di danza cui assistette, uno di Martha Graham e uno di Doris Humphrey, la lasciò delusa, ritenendo che essi soffocassero la propria creatività. Quattro anni dopo, insieme ad altri colleghi, fra cui le ballerine Trisha Brown, Simone Forti e Yvonne Rainer e gli artisti John Cage e Robert Morris, fondò il San Francisco Dancer's Workshop, con lo scopo di offrire a se stessa e ad altri l'opportunità di approfondire forme di danza più esplorative e di allontanarsi dai vincoli tecnici della danza moderna.
Nell'arco di vent'anni, sviluppò un processo lavorativo che diede alle persone la libertà di muoversi liberamente, con emozione e con un senso di comunità. Questa tecnica venne chiamata crescita del potenziale umano; il suo fine era quello di mantenere il legame tra il comportamento non verbale, il linguaggio e l'espressione fisica. Parallelamente ai workshop, Halprin continuò a esibirsi sul tema della "vita reale", come in Apartment 6. con altri ballerini, fra cui John Graham e AA Leath.

### Consapevolezza cinestetica e cicli RSVP
L'intenzione di Halprin di indagare e creare il movimento attraverso una modalità personale, richiedeva di comprendere i limiti del corpo e le sue reazioni. Definiva la consapevolezza del proprio senso cinestetico come "il tuo senso speciale per essere consapevole del tuo movimento ed entrare in empatia con gli altri". Strutturò esercizi di gruppo chiamati “rituali di movimento” che davano forma al modo in cui lei e i suoi studenti muovevano i loro corpi attraverso lo spazio e il tempo. I suoi schemi di movimento si basavano su qualità dinamiche come oscillare, cadere, camminare, correre, strisciare, saltare, spostare il peso.
Negli anni '60 integrò nel suo approccio gli RSVP Cycles - il cui acronimo sta per Resources (“Risorse”), Scores (“Punteggi”), Valuaction (“Valutazione”) e Performance (“Prestazione”) - sviluppati da suo marito, Lawrence Halprin, che scompose il processo creativo con l'uso di spartiti. Anna Halprin così spiegò le sue intenzioni: “Volevo creare qualcosa da fare per un gruppo di persone, dando loro l'opportunità di esplorare il tema e scoprire, a loro giudizio, cosa fosse reale”. Attraverso partiture formalizzate come la Planetary Dance, una formazione di tre cerchi, orientati in direzioni e opzioni diverse - correre, camminare o stare fermo - riteneva di poter stimolare il processo di creatività sia nei ballerini che nelle persone comuni. I suoi programmi di allenamento, della durata massima di un anno, permisero ai partecipanti di concentrarsi sul movimento di ogni parte del corpo "smontando il corpo" e successivamente rimontandolo per muoversi nel suo insieme.

### Lavoro con i malati terminali

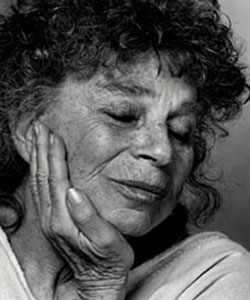
Anna Halprin

Nel 1972 ad Halprin fu diagnosticato un cancro del colon-retto. Questo improvviso cambiamento nella sua vita la ispirò a indagare e creare un'associazione per sostenere i malati nel processo di guarigione. Usò gli strumenti investigativi e terapeutici che aveva appreso da Fritz Perls per comprendere e riprodurre i comportamenti psicologici messi in scena. La malattia la ispirò anche a liberare le sue emozioni attraverso la danza in pezzi come Darkside Dance. Successivamente, smise di esibirsi pubblicamente.
Halprin documentò le sue esperienze e raccolse le informazioni sul suo processo di guarigione chiamato "Le cinque fasi della guarigione". Nel 1981 applicò queste sue indicazioni alla comunità di cui faceva parte, sviluppando performance collettive.
Nel 1978 co-fondò con la figlia il Tamalpa Institute e sviluppò un progetto educativo e di ricerca senza scopo di lucro del San Francisco Dancer's Workshop, centrato su un'offerta formativa in cui si integravano psicologia, terapie del corpo ed educazione alla danza, arte e teatro, come percorso verso la guarigione e la risoluzione dei conflitti sociali.
Usando gli strumenti del corpo, del movimento, del dialogo, della voce, del disegno, dell'improvvisazione, della performance e della riflessione, i partecipanti venivano incoraggiati ad esplorare se stessi e ad usare l'arte come metodo di guarigione.
Negli anni '70 e '80 Halprin si concentròa esclusivamente sulla collaborazione con altri malati terminali o in convalescenza da una malattia. Nel 1987 venne invitata al Cancer Support and Education Center per lavorare con persone malate di cancro. I pazienti, con una serie di esercizi, venivano guidati ad acquisire consapevolezza del proprio corpo. Nel 1981 pubblicò un'opera che riassume i suoi principi di guarigione, Circle the Earth.
Oltre alle sue performance basate sulla malattia, Halprin iniziò a progettare danze riguardanti questioni critiche e sociali, ritenendo che il suo lavoro non dovesse servire a intrattenere il pubblico. Riteneva che i ballerini dovessero svolgere uno scopo: "realizzare qualcosa in noi stessi e nel mondo".